# مراد کارایلان
مراد کارایلان متولد (۱۹۵۴، بیره‌جک، استان شانلی‌اورفه ترکیه) یکی از اعضای مؤسس پ‌ک‌ک است. کارایلان عضو شورای رهبری پ‌ک‌ک است. قارایلان با اوجالان نسبت طایفه‌ای و مذهبی دارد و هر دو از طایفهٔ برازی و علوی‌مذهب هستند. همچنین او به همراه جمیل بایک، یکی از رهبران پ‌ک‌ک و باهوز اردل -یک کرد اهل کردستان سوریه، کمیته احزایی پ‌ک‌ک را تشکیل می‌دهند.

## زندگینامه
مراد کارایلان در ۵ ژوئن ۱۹۵۴ در شهر بیره‌جک در استان شانلی اورفا به دنیا آمد او تحصیلات خود را در ماشین آلات در دانشکده ای در زادگاه خود به پایان رساند و در سال ۱۹۷۹ به حزب کارگران کردستان پیوست یک سال بعد در سال ۱۹۸۰ ترکیه را به مقصد سوریه ترک کرد مدتی نیز برای آموزش های نظامی در دره بقا لبنان مستقر بود و از سال ۱۹۹۲ به بعنوان یکی از فرماندهان نظامی برجسته حزب کارگران کردستان شناخته میشود پس از دستگیری عبدالله اوجلان او به مدت یک سال در اروپا رهبر حزب کارگران کردستان بود سپس به کردستان برگشت و به همراه جمیل بایک و باهوز اردال رهبری مشترک حزب کارگران کردستان را به عهده گرفت